# Ricardo Gomes
Ricardo Gomes Raimundo (ur. 13 grudnia 1964 roku w Rio de Janeiro) – brazylijski trener piłkarski i piłkarz występujący na pozycji obrońcy. Jako zawodnik grał m.in. w Benfice Lizbona i Paris Saint-Germain; z oboma klubami zdobył mistrzostwo oraz Puchar odpowiednio Portugalii i Francji. Z reprezentacją Brazylii, w której barwach rozegrał 45 meczów, zwyciężył w Copa América 1989 oraz brał udział w Mundialu 1990. Po zakończeniu kariery piłkarskiej rozpoczął pracę szkoleniową. Wspólnie z Joëlem Batsem przez dwa lata prowadził - z sukcesami - PSG. W lipcu 2005 roku po sześcioletniej przerwie powrócił do Ligue 1 jako trener Girondins Bordeaux, z którym w sezonie 2005–2006 zajął drugie miejsce w lidze, a rok później zdobył Puchar Ligi Francuskiej. Po tym ostatnim triumfie przeniósł się do AS Monaco, w którym bez sukcesów pracował do końca sezonu 2008/09.

## Kariera piłkarska
Piłkarską przygodę rozpoczynał we Fluminense FC, w którego barwach grał przez sześć lat. W połowie lat 80. był wyróżniającym się środkowym obrońcą w lidze brazylijskiej i szybko został dostrzeżony przez selekcjonera reprezentacji, w której zadebiutował w 1984 roku.
Cztery lata później przeniósł się do Benfiki Lizbona, z którą dwukrotnie – w 1989 i 1991 roku – zdobywał mistrzostwo Portugalii.
Od 1991 do 1995 roku był podstawowym zawodnikiem Paris Saint-Germain. W tym okresie powiększył swoją kolekcję trofeów o mistrzostwo i Francji oraz Puchar Ligi.
Sportową karierę zakończył w 1996 roku, w wieku trzydziestu dwu lat w Benfice.

## Sukcesy piłkarskie
- mistrzostwo Brazylii 1984 oraz mistrzostwo Rio de Janeiro 1983, 1984 i 1985 z Fluminense
- mistrzostwo Portugalii 1989 i 1991, wicemistrzostwo Portugalii 1990, Puchar Portugalii 1996 oraz finał Pucharu Portugalii 1989 z Benfiką
- mistrzostwo Francji 1994, wicemistrzostwo Francji 1993, Puchar Francji 1995 oraz Puchar Ligi Francuskiej 1995 z PSG

W reprezentacji Brazylii od 1984 do 1990 roku rozegrał 45 meczów i strzelił 4 gole – triumf w Copa América 1989 oraz start w Mundialu 1990.

## Kariera szkoleniowa
Po zakończeniu kariery sportowej prowadził wraz z Joëlem Batsem Paris Saint-Germain. W ciągu dwóch sezonów duet szkoleniowców zdobył z drużyną z Parku Książąt wicemistrzostwo oraz Puchar kraju, a także dotarł do finału Pucharu Zdobywców Pucharów, w którym PSG przegrało 0:1 z FC Barceloną.
W latach 1998–2004 Ricardo Gomes pracował bez większych sukcesów w klubach brazylijskich. W ciągu tych sześciu lat prowadził aż sześć różnych zespołów. Był również selekcjonerem olimpijskiej reprezentacji Brazylii.
W lecie 2005 roku powrócił do Francji, gdzie objął zwolnione przez Michela Pavona stanowisko trenera Girondins Bordeaux. W ciągu dwu lat pracy zdobył wicemistrzostwo kraju oraz Puchar Ligi.
Od czerwca 2007 roku do 2009 roku był szkoleniowcem AS Monaco. Z kolei w latach 2009-2010 pracował w São Paulo FC.

## Sukcesy szkoleniowe
- wicemistrzostwo Francji 1997, Puchar Francji 1998, Puchar Ligi 1998 oraz finał Pucharu Zdobywców Pucharów 1997 z PSG (w duecie z Joëlem Batsem)
- wicemistrzostwo Francji 2006 oraz Puchar Ligi Francuskiej 2007 z Girondins Bordeaux